# 카르보나라디놀라
카르보나라디놀라(이탈리아어: Carbonara di Nola)는 이탈리아 캄파니아주 나폴리현에 위치한 코무네다. 나폴리로부터 동쪽으로 30km 거리에 있다.